# Маја Панџикидзе
Маја Панџикидзе (груз. მაია ფანჯიკიძე; Тбилиси, 16. октобар 1960) је грузијска политичарка, дипломата и бивша министарка унутрашњих послова Грузије. Пре уласка у политику била је учитељица немачког језика, а грузијској дипломатској служби придружила се 1994. године, а 25. октобра 2012. године именована је за министарку унутрашњих послова у кабинету Бидзина Иванишвилија. Оставку је поднела 5. новембра 2014. године у знак протеста због Иракли Аласанија, ослобађајући се свог положаја.

## Младост
Рођена је 16. октобра 1960. године у Тбилисију, као ћерка Гурама Панџикиздеа, грузијског писца.

## Опозиција
У фебруару 2012. године придружила се у опозицији као портпарол Бидзина Иванишвилија, бизнисмена који је основан политичку партију Грузијски Сан како би се оспорио актуелни Уједињени национални покрет, 1. октобра на парламентним изборима у Грузији. Била је и портпаролка коалиције на челу са Иванишвилијем. Филологију је учила на Државном Универзитету у Тбилсију и на Универзитету Фридрих Шилер, као и немачки језик, пре него што се придружила грузијској дипломатској служби, 1994. године. Већи део каријере провела је као амбасадорка Грузије у Берлину.
Кратко време била је и заменица министра иностраних послова 2004. године, а амбасадорка Грузије у Немачкој била је у периоду од 2004. до 2007. године, а од 2007. до 2010. године у Холандији. Након што је отпуштена из службе 2010. године, тврдила је да је одлука донета из политичких разлога, након што је њен зет Иракли Аласанија напустио место амбасадора Грузије и повукао се у опозицију у администрацији председника Михаила Сакашвилија.

## Министарка унутрашњих послова
Након победе странке Грузијски Сан на парламентарним изборима 2012. године, Маја је именована за министарку иностраних послова у кабинету председника Бидзина Иванишвилија, 25. октобра 2012. године. Након доласка на ту фукнцију, изјавила еј да су приоритети спољне политике Грузије Европске и евроатлантске интеграције, стратешко партнерство са САД, да би добри односно са суседним земљама остали непромењени. Истакла је и да Грузија треба да покуша да нормализује односе са Русијом, али да не дипломатске везе не треба да се обнове све док Русија буде имала своје амбасаде у Абхазији и у Јужној Осетији.